# Tropicale Amissa Bongo de 2016
A 11.ª edição da Tropicale Amissa Bongo disputou-se do 18 a 24 de janeiro de 2016.
Esta competição, organizada no Gabão e passando pelos Camarões, fez parte do UCI Africa Tour, dentro da categoria 2.1.

## Equipas participantes
Tomaram parte na carreira 14 equipas: 3 de categoria Profissional Continental; 2 de categoria Continental; e 9 selecções nacionais. As equipas participantes foram:
| Equipa                          | Cód. UCI | Categoria                |
| ------------------------------- | -------- | ------------------------ |
| Direct Énergie                  | DEN      | Profissional Continental |
| Fortuneo-Vital Concept          | FVC      | Profissional Continental |
| Funvic Soul Cycles-Carrefour    | FSC      | Profissional Continental |
| Stradalli-Bike Aid              | BAI      | Continental              |
| Sky Dive Dubai Pro Cycling Team | SKD      | Continental              |
| Selecção de Gabón               |          | Selecção nacional        |
| Selecção da Argélia             |          | Selecção nacional        |
| Selecção da Eritreia            |          | Selecção nacional        |
| Selecção da Etiópia             |          | Selecção nacional        |
| Selecção de Burkina Faso        |          | Selecção nacional        |
| Selecção de Ruanda              |          | Selecção nacional        |
| Selecção de de Camarões         |          | Selecção nacional        |
| Selecção da Costa do Marfim     |          | Selecção nacional        |
| Selecção de Marrocos            |          | Selecção nacional        |

## Etapas
| Etapa     | Data          | Percurso                 | km        | Ganhador           | Líder             |
| --------- | ------------- | ------------------------ | --------- | ------------------ | ----------------- |
| 1.ª etapa | 18 de janeiro | Kango- Lambaréné         | 147       | Andrea Palini      | Andrea Palini     |
| 2.ª etapa | 19 de janeiro | Fougamou-Mouila          | 106       | Andrea Palini      | Andrea Palini     |
| 3.ª etapa | 20 de janeiro | Lambaréné-Ndjolé         | 129       | Adrien Petit       | Andrea Palini     |
| 4.ª etapa | 21 de janeiro | Oyem-Ambam               | 141       | Adil Jelloul       | Andrea Palini     |
| 5.ª etapa | 22 de janeiro | Meyo-Kie-Oyem            | 118       | Adrien Petit       | Tesfom Okbamariam |
| 6.ª etapa | 23 de janeiro | Kango-Libreville         | 4,1 (CRI) | Adrien Petit       | Adrien Petit      |
| 7.ª etapa | 24 de janeiro | Cabo Esterias-Libreville | 132       | Yauheni Hutarovich | Adrien Petit      |

## Classificações finais

### Classificação geral
| Posição | Ciclista          | Equipa                 | Tempo            |
| ------- | ----------------- | ---------------------- | ---------------- |
|         | Adrien Petit      | Direct Énergie         | 18 h 11 min 50 s |
| 2       | Andrea Palini     | Sky Dive Dubai         | a 6 s            |
| 3       | Anthony Delaplace | Fortuneo-Vital Concept | a 218 s          |
| 4       | Tesfom Okbamariam | Selecção da Eritreia   | a 25 s           |
| 5       | Armindo Fonseca   | Fortuneo-Vital Concept | a 35 s           |
| 6       | Adil Jelloul      | Sky Dive Dubai         | a 36 s           |
| 7       | Benoît Jarrier    | Fortuneo-Vital Concept | a 38 s           |
| 8       | Bryan Nauleau     | Direct Énergie         | a 38 s           |
| 9       | Soufiane Haddi    | Sky Dive Dubai         | a 47 s           |
| 10      | Elias Afewerki    | Selecção da Eritreia   | a 47 s           |

### Classificação da montanha
| Posição | Ciclista           | Equipa               | Pontos |
| ------- | ------------------ | -------------------- | ------ |
|         | Aron Debretsion    | Selecção da Eritreia | 18     |
| 2       | Patrick Byukusenge | Selecção de Ruanda   | 16     |
| 3       | Temesgen Buru      | Selecção da Etiópia  | 15     |

### Classificação por pontos
| Posição | Ciclista        | Equipa                 | Pontos |
| ------- | --------------- | ---------------------- | ------ |
|         | Andrea Palini   | Sky Dive Dubai         | 157    |
| 2       | Adrien Petit    | Direct Énergie         | 144    |
| 3       | Armindo Fonseca | Fortuneo-Vital Concept | 121    |

### Classificação dos sprints
| Posição | Ciclista              | Equipa               | Pontos |
| ------- | --------------------- | -------------------- | ------ |
|         | Tesfom Okbamariam     | Selecção da Eritreia | 12     |
| 2       | Abdelati Saadoune     | Selecção de Marrocos | 10     |
| 3       | Jean Bosco Nsengimana | Selecção de Ruanda   | 8      |

### Classificação dos jovens
| Posição | Ciclista                | Equipa              | Pontos           |
| ------- | ----------------------- | ------------------- | ---------------- |
|         | Abderrahmane Bechlaghem | Selecção da Argélia | 18 h 12 min 56 s |
| 2       | Hafetab Weldu           | Selecção da Etiópia | a 2 s            |
| 3       | Jean-Claude Uwizeye     | Selecção de Ruanda  | a 32 s           |

### Classificação por equipas
| Posição | Equipa                 | Tempo            |
| ------- | ---------------------- | ---------------- |
|         | Direct Énergie         | 54 h 37 min 10 s |
| 2       | Fortuneo-Vital Concept | a 4 s            |
| 3       | Sky Dive Dubai         | a 24 s           |

## Evolução das Classificações
| Etapa (Vencedor)               | Classificação geral | Classificação por pontos | Classificação da montanha | Classificação dos sprints | Classificação dos jovens | Classificação por equipas |
| ------------------------------ | ------------------- | ------------------------ | ------------------------- | ------------------------- | ------------------------ | ------------------------- |
| 1.ª etapa (Andrea Palini)      | Andrea Palini       | Andrea Palini            | Joseph Areruya            | Joseph Areruya            | Fisseha Belay            | Fortuneo-Vital Concept    |
| 2.ª etapa (Andrea Palini)      | Andrea Palini       | Andrea Palini            | Joseph Areruya            | Jean Bosco Nsengimana     | Jean Bosco Nsengimana    | Fortuneo-Vital Concept    |
| 3.ª etapa (Adrien Petit)       | Andrea Palini       | Andrea Palini            | Joseph Areruya            | Tesfom Okbamariam         | Abderrahmane Bechlaghem  | Fortuneo-Vital Concept    |
| 4.ª etapa (Adil Jelloul)       | Andrea Palini       | Andrea Palini            | Temesgen Buru             | Abdelati Saadoune         | Abderrahmane Bechlaghem  | Fortuneo-Vital Concept    |
| 5.ª etapa (Adrien Petit)       | Tesfom Okbamariam   | Andrea Palini            | Patrick Byukusenge        | Tesfom Okbamariam         | Hafetab Weldu            | Fortuneo-Vital Concept    |
| 6.ª etapa (Adrien Petit)       | Adrien Petit        | Andrea Palini            | Patrick Byukusenge        | Tesfom Okbamariam         | Abderrahmane Bechlaghem  | Direct Énergie            |
| 7.ª etapa (Yauheni Hutarovich) | Adrien Petit        | Andrea Palini            | Aron Debretsion           | Tesfom Okbamariam         | Abderrahmane Bechlaghem  | Direct Énergie            |
| Final                          | Adrien Petit        | Andrea Palini            | Aron Debretsion           | Tesfom Okbamariam         | Abderrahmane Bechlaghem  | Direct Énergie            |